# ویلیام اسمیت (هنرپیشه)
ویلیام اسمیت (انگلیسی: William Smith؛ زادهٔ ۲۴ مارس ۱۹۳۳- فوت ۵ ژوئیه ۲۰۲۱) یک هنرپیشه اهل ایالات متحده آمریکا بود. در طول حرفه هالیوودی که بیش از ۷۹ سال را در بر می‌گرفت، در تقریباً سیصد فیلم سینمایی و تولید تلویزیونی در نقش‌های شخصیتی مختلف ظاهر شد، که در مجموع بیش از ۹۸۰ کاراکتر جمع‌آوری کرد. مینی سریال تلویزیونی دهه ۱۹۷۰ دارا و ندار. اسمیت همچنین برای فیلم‌هایی مانند از هر راهی که می‌توانی (۱۹۸۰)، کونان بربر (۱۹۸۲)، ماهی جنگی (۱۹۸۳)، سپیده‌دم سرخ و همچنین نقش‌های اصلی در چندین فیلم بهره‌کشی در طول دهه ۱۹۹۰ شناخته شده‌است.
از فیلم‌ها یا برنامه‌های تلویزیونی که وی در آن نقش داشته‌است، می‌توان به آخرین مبارز، بچه فریسکو، بیگانگان، سپیده‌دم سرخ، یورش دختران زنبوری، سرسخت، میانگین فصل، هاوایی فایو-او، تب هیجانی شدید و سرسخت (فیلم ۲۰۲۰) اشاره کرد.